# 米田完
米田 完（よねだ かん、1961年(昭和36年) - ）は、日本のロボット工学者。千葉工業大学未来ロボティクス学科教授、同学科長。学位は、博士（工学）（東京工業大学）。省自由度の二足・四足・六足歩行ロボットや特殊移動ロボット、ロボット要素の研究開発に従事。
東京工業大学の学生サークル「ロボット技術研究会」における二足歩行ロボット『YANBO』の製作、筑波科学博に出展された四足歩行ロボット『TITAN-IV』や光学式力センサの研究開発、人が乗って歩行できる四足歩行ロボット『HYPERION 4』等を開発している。
豊富な開発経験をもとに「はじめてのロボット創造設計」を共著で執筆し、シリーズ化する。これらの書籍は多方面で評価され、日本機械学会教育賞や文部科学大臣表彰を受賞している。

## 来歴・人物
1961年、東京で生まれる。小学生の頃から工作をよくやり、プラモデルもよくつくっていた。中学で鉄道模型、高校で金属板に穴を開けたりというレベルになる。
東京工業大学へ進学し、大学一年時に先輩が作ったサークル「ロボット技術研究会」に入る。動きのあるロボットを最初の教材として作ろうと思い、そこでロボットというものの存在に気付く。理学部物理学科へ進みながらも、二足歩行YANBOを製作する。修士課程も物理学専攻に進むが、博士後期課程進学時に機械系に転じ、機械物理工学専攻梅谷・広瀬研究室に所属する。
博士後期課程の途中から研究室の助手となる。四足歩行ロボット、及びそのためのウィスカセンサや光学式の力センサ等の研究開発に取り組む。1985年の筑波科学博に出展されたTITAN-IVにも携わる。1994年には助教授に昇任し、広瀬・米田研究室として活発な研究活動を展開する。COE形成基礎研究や21世紀COEプログラム等も担当し、2006年には千葉工業大学に教授として栄転する。初代学科長の中野栄二の後を継ぎ、2010年に未来ロボティクス学科の学科長に就任。

## 研究内容
自然の生物に学びながらも、それを超える人工機械をつくり出すことを志向している。2足、4足、6足歩行ロボット、および車輪、クローラ車両など移動ロボット全般、またそのメカニズム・センサ・制御・知能について研究している。

### 光学式力センサ
- 3自由度、6自由度の光学式力センサ[1][5]

### 二足歩行ロボット
- YANBO（ロボット技術研究会）
- YANBO 3
- YANBO EX
- YANBO 4
- YANBO 5
- YANBO 0.1
- PRISMAN（受動歩行）

### 四足歩行ロボット
- TITAN-IV（国際科学技術博覧会に出展[6]）
- HYPERION SP
- HYPERION 2
- HYPERION 2SP
- HYPERION W
- HYPERION 3
- HYPERION 4

### その他のロボット
- ParaWalker II
- XEVIUS （俗称:粉クロ[要出典]）
- WINCLE 1&2
- WINCLE 3
- ARISTAN 1
- PICROSS 1
- WALLISS 1
- HYPEGASUS

## 履歴

### 略歴
- 1981年 - 私立武蔵高校卒業[要出典]
- 1985年 - 東京工業大学理学部物理学科卒業[1]
- 1987年 - 東京工業大学大学院理工学研究科物理学専攻修士課程修了[1]
- 1992年 - 東京工業大学大学院理工学研究科機械物理工学専攻博士後期課程[1]進学
- 1989年 - 東京工業大学 機械物理工学科 助手[1]
- 1992年 - 東京工業大学にて論文博士で博士（工学）の学位を取得[4]
- 1993年 - Naval Postgraduate School(米国) 客員研究員[2]
- 1994年 - 東京工業大学大学院理工学研究科 機械宇宙システム専攻 助教授[7]
- 2006年 - 千葉工業大学未来ロボティクス学科 教授[8]
- 2010年 - 千葉工業大学 未来ロボティクス学科 学科長

### 受賞歴
- 2008年 - 日本機械学会教育賞[9]
- 2009年 - 平成21年度科学技術分野の文部科学大臣表彰 科学技術賞（理解増進部門）[注 4]

### 社会的活動
- 日本機械学会 - フェロー[2]
- 日本ロボット学会 - フェロー[11]
- 日本設計工学会 - 会員[2]

## 業績

### 学位論文
- 米田完『4足歩行機械の動的歩行制御』東京工業大学〈博士論文(乙第2462号)〉、1993年3月31日。

### 著書
（共著）
- 米田完、坪内孝司、大隅久『はじめてのロボット創造設計』講談社サイエンティフィク、2001年9月。ISBN 978-4-06-153966-2。
  - 米田完、坪内孝司、大隅久『はじめてのロボット創造設計 改訂第2版』講談社サイエンティフィック、2013年7月20日。ISBN 978-4-06-156523-4。
- 中野栄二、小森谷清、米田完、高橋隆行『高知能移動ロボティクス』講談社サイエンティフィク、2004年12月。ISBN 978-4-06-153814-6。
- 米田完、大隅久、坪内孝司『ここが知りたいロボット創造設計』講談社サイエンティフィク、2005年9月。ISBN 978-4-06-153996-9。
- 坪内孝司、大隅久、米田完『これならできるロボット創造設計』講談社サイエンティフィク、2007年2月。ISBN 978-4-06-153965-5。
- 米田完、中嶋秀朗、並木明夫『はじめてのメカトロニクス実践設計』講談社、2011年11月。ISBN 978-4-06-155794-9。

（分担執筆）
- 日本機械学会 編『生物型システムのダイナミックスと制御』養賢堂〈新技術融合シリーズ 7〉、2002年4月。ISBN 978-4842500911。執筆者：原文雄、矢野雅文、中島求、米田完、古荘純次、武井直行、小林宏[12]。
- 日本機械学会 編『ロボティクス』丸善、2011年8月。ISBN 978-4-8889-8208-5。
- 高木隆司ほか 編『かたち・機能のデザイン事典』丸善、2011年1月。ISBN 978-4-621-08334-5。

### 特許
- 特許2767480号「6軸力センサによる計測値の校正方法」（特許権者：科学技術振興事業団、発明者：広瀬茂男、米田完、1990年2月23日出願、1998年4月10日登録、2010年2月23日期限）